# Parafia Najświętszego Serca Pana Jezusa w Warszawie
Parafia Najświętszego Serca Pana Jezusa w Warszawa – parafia rzymskokatolicka należąca do dekanatu anińskiego, diecezji warszawsko-praskiej, metropolii warszawskiej Kościoła katolickiego w Warszawie. Obsługiwana przez księży diecezjalnych.
Parafia została erygowana w 1934. Obecny kościół parafialny został wybudowany w latach 1950–1961. Zgodnie ze stanem na grudzień 2023 proboszczem parafii jest ks. Krzysztof Węglarz, a wikariuszem ks. Radosław Chilimoniuk. 

## Wspólnoty i ruchy
- chór parafialny
- Ruch Światło-Życie w Falenicy
- Koło przyjaciół radia Maryja
- wspólnota AA
- schola Gregoriańska
- schola młodzieżowa
- Domowy Kościół
- ministranci
- lektorzy